# Altet de Palau
Altet de Palau est un site préhistorique situé dans la commune de La Font de la Figuera (comarque de Costera), dans la province de Valence, dans la Communauté valencienne, en Espagne,. Il s'agit d'un ancien village daté de l'Âge du  bronze moyen.

## Situation

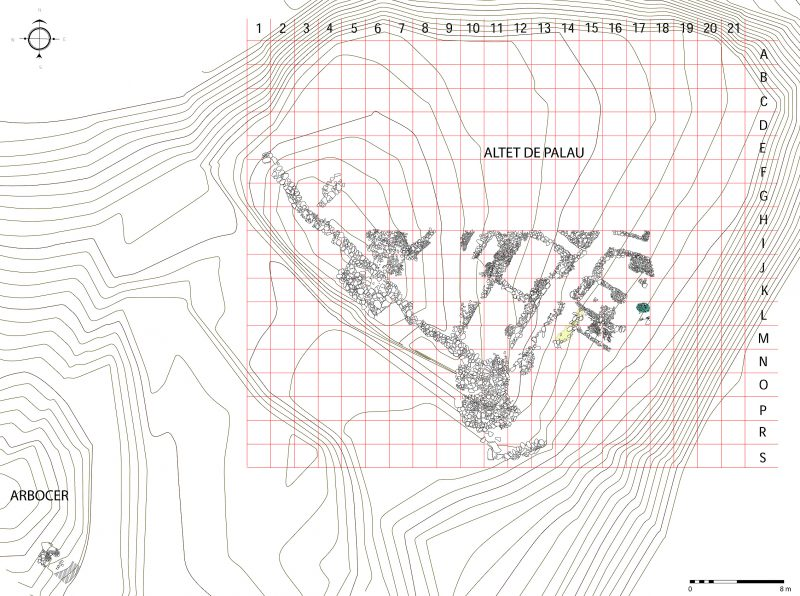
Planimétrie de l'Altet de Palau

Le site, d'une superficie d'environ 1 200 m2, occupe un promontoire situé au confluent de trois vallons et protégé par des escarpements sur presque tout son périmètre, à l'exception de la zone qui le relie à un petit monticule. Sur ce dernier se trouve L'Arbocer, un petit site étroitement lié à L'Altet de Palau et qui est séparé du reste du village par une petite vallée cultivée en terrasses.

## Historique

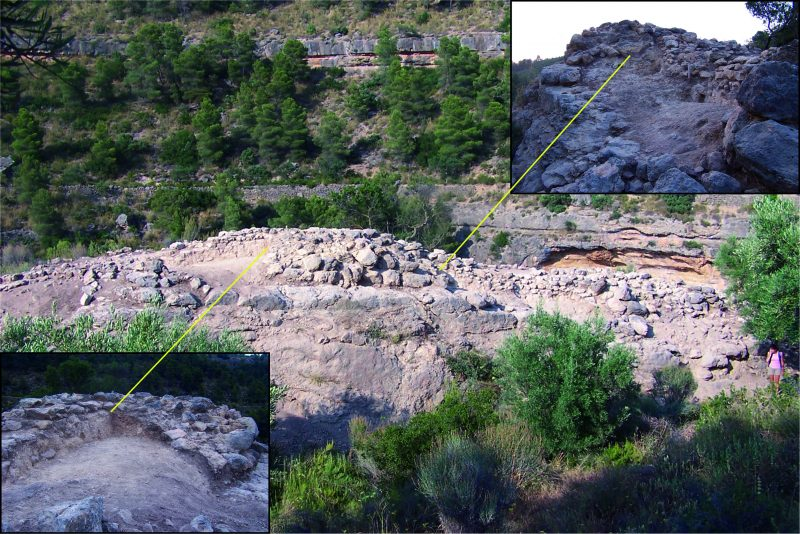
Muraille et tour de l'Altet de Palau

À la suite de la découverte en 2002 d'un assemblage d'objets métalliques variés sur le site voisin de L'Arbocer, des fouilles ont commencé sur le site de L'Altet de Palau.
Ce projet de recherche pluridisciplinaire fait partie du programme de fouilles archéologiques du Service de recherches préhistoriques de la députation provinciale de Valence. Sous la direction de María Jesús de Pedro Michó et de Pablo García Borja, il a permis d'établir à la fois la séquence chronologique de l'établissement et une approximation de sa structure interne et du mode de vie de ceux qui l'habitaient il y a environ 3 400 ans.

## Description

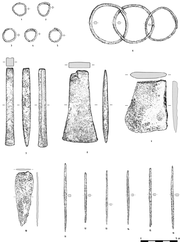
Objets métalliques de L'Arbocer : 1 à 5. Boucles d'oreilles ; 6. Bracelets ; 7. Ciseau ; 8. Hache plate ; 9. Fragment de hache plate ; 10. Dague à rivets ; 11 à 16. Poinçons.

Depuis 2005, les campagnes réalisées sur les deux sites ont permis de connaitre un intéressant habitat de l'Âge du bronze avec des espaces d'habitation quadrangulaires, différents espaces de travail (broyage, stockage ou métallurgie), une grande muraille avec des bastions rectangulaires, une rue centrale qui articule les différents habitats et des structures creusées dans la roche évoquant des bassins. Le site date du milieu du IIe millénaire av. J.-C., ce qui est soutenu par la présence de bronzes parmi les trouvailles métalliques, par les techniques de construction utilisées, par la céramique, les poids de métier à tisser et d'autres éléments de culture matérielle. Cette chronologie a été confirmée par les datations au carbone 14 effectuées sur des grains d'orge, qui aboutissent à une datation d'environ 1400 av. J.-C., c'est-à-dire de l'Âge du bronze moyen.

## Mode de subsistance
L'agriculture était fondée sur la culture de l'orge, tandis que les troupeaux de moutons et de chèvres étaient assez nombreux, en plus de quelques chiens et porcs. Les bovidés et les chevaux effectuaient le travail de traction et la chasse au cerf et au lapin complétait le régime carné.

## Objets en bronze
Les fouilles ont livré de nombreuses pièces de l'Âge du bronze moyen, notamment des outils et objets en bronze de différents types : haches, poinçons, ciseau, poignards, bracelets et boucles d'oreilles, associés à une zone de vestiges de fonderie,.
La métallurgie du bronze a été développée principalement sur le site voisin de L'Arbocer, où ont été identifiées des structures circulaires interprétées comme des fours, et qui aurait été en relation étroite avec le site de l'Altet de Palau.

## Flore
À partir de l'étude des restes de bois carbonisés collectés lors des fouilles archéologiques, sont documentées des espèces d'arbres comme le chêne vert et le pin, utilisés dans la construction, ainsi que divers types de garrigue, principalement chêne des garrigues, pistachier lentisque, bruyère, légumineuses et pins, vestiges qui coïncident avec ceux d'autres sites de l'Âge du bronze et qui pourraient indiquer une intense déforestation de l'environnement due aux activités humaines.